# 바라데로

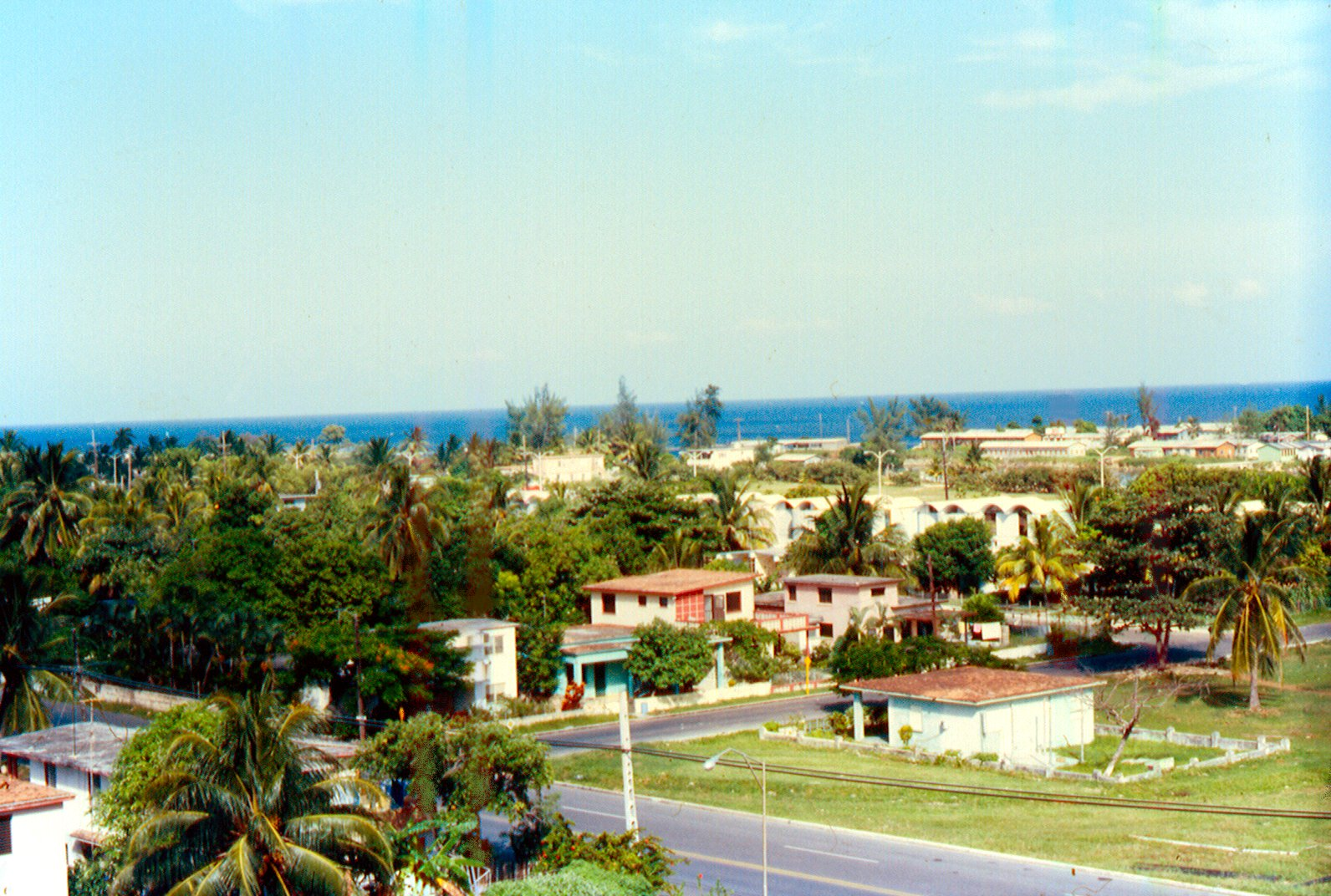
바라데로

바라데로(스페인어: Varadero)는 쿠바 마탄사스 주에 위치한 도시로 면적은 48km2, 높이는 4m, 인구는 27,170명(2012년 기준), 인구 밀도는 566명/km2이다. 플로리다 해협과 접하고 있는 휴양 도시이며 아바나에서 동쪽으로 140km 정도 떨어진 곳에 위치한다.

## 자매 도시
- 멕시코 캉쿤
- 우루과이 푼타델에스테